# Франческо Постільйоне
Франческо Постільйоне (італ. Francesco Postiglione, 29 квітня 1972) — італійський ватерполіст.
Призер Олімпійських Ігор 1996 року, учасник 1992, 2004 років.
Призер Чемпіонату світу з водних видів спорту 2003 року.